# Korthalsella remyana
Korthalsella remyana är en sandelträdsväxtart som beskrevs av Philippe Édouard van Tieghem.
Korthalsella remyana ingår i släktet Korthalsella och familjen sandelträdsväxter. Inga underarter finns listade i Catalogue of Life.